# Аспрогия (окръг Пафос)
Аспрогѝя (на гръцки: Ασπρογιά, Аспрогя̀) е село в Кипър, окръг Пафос. Според статистическата служба на Република Кипър през 2001 г. селото има 53 жители.
Намира се на 3 км западно от Панагия.